# 樊敏阙
樊敏阙，位于中华人民共和国四川省雅安市芦山县沫东乡黎明村，是一座汉代墓阙。该阙原为樊敏墓的左阙，形制为子母阙。该阙在清朝末年时遭到严重破坏，1957年时被当地农民发现，同年得以重建，形制参考高颐阙，现阙身中尚余汉代原石。1988年，樊敏阙连同周围的石刻和碑一并列入全国重点文物保护单位。

## 历史
樊敏，字升达，东汉严道樊家祠人，生于元初六年（119年），历任永昌长史、巴郡太守等官职，建安八年（203年）去世，建安十年（205年）入葬，樊敏阙即为樊敏墓的附属建筑，原应有两座阙:86，现仅存左阙，右阙仅余散落的主阙顶盖阙石。北宋时，该阙尚余可辨识的阙石。清朝末年时，有当地人雇佣采石工采石，樊敏阙被拆毁，其中一部分被运走，剩下的逐渐被埋没。中华人民共和国成立后，1957年，当地农民发现了剩余的阙石，并将消息报告给了四川文物部门。1957年10月，四川文物部门修复了樊敏阙，其形制参照了修建时间相近的高颐阙:34-35。1961年7月13日，樊敏阙与樊敏碑被以“樊敏碑阙”一名公布为四川省文物保护单位:91。1980年被重新公布为四川省文物保护单位:663-677。1988年，樊敏阙与其北侧的石碑和南侧的三只石兽、两具兽胚和一具石龟一并以“樊敏阙与石刻”一名列入全国重点文物保护单位:86。2013年芦山地震中，樊敏阙的主阙以及樊敏碑被震裂，相关的维修工作规划于2014年获国家文物局批复同意。

## 结构
樊敏阙位于芦山县城南的沫东乡黎明村，四周都是耕地，北侧为“汉故领校巴郡太守樊府君碑亭”。该阙双阙中的左阙，形制为子母阙（主副阙），通高4.95米，原貌已无从得知。主阙共由13层石料组成，面向西南，现有部分可分为阙身、楼部和顶盖三个部分，其中台基和阙身都为后期补建。楼部共分为四层，其中第一层为横纵叠置的枋子层，有两块汉代原石；第二层为斗拱层，有一块汉代原石；第三层为新配；第四层有一块汉代原石，西南角有一副石刻画像，经辨认确认为“哀牢夷九隆氏龙生九子图”。楼部以上为庑殿脊式顶盖，共分两层，第一层为重修时补配，第二层为原有的汉代檐石，檐下有浅浮雕，转角处刻有双手托拱的力士像。副阙由7层石料组成，同样有阙身、楼部和顶盖三个部分，通高2.7米。阙身正北侧刻有西王母和玉兔的画像。楼部共分两层，第一层为栌斗和纵横枋子，第二层为斗拱层。顶盖为单檐。樊敏阙北侧5米有樊敏碑，整体形制与高颐碑相同。通高2.92米，宽1.23米，厚0.26米，顶部刻有圭首花纹。底部为赑屃座，高0.72米，长2米，碑的正面用隶书刻有樊敏的主要事迹和从政经历。:34-35:86